# Adesmia subsericea
Adesmia subsericea là một loài thực vật có hoa trong họ Đậu. Loài này được (Chodat & Wilczek) Hauman miêu tả khoa học đầu tiên.